# 連邦選挙管理局
連邦選挙管理局(英: Elections Canada 仏: Élections Canada)は、カナダ議会に直接報告する、独立した、非政党の機関である。連邦選挙管理局は、カナダ人が、開かれた公平なプロセスを経た連邦選挙 (federal elections) や住民投票で、自分の選択を実行できることを、担保する責任がある。また、カナダの連邦規模の選挙運営に責任がある唯一の機関であり、ユーコン準州やノースウエスト準州での州規模の選挙も運営している。

## 任務
連邦選挙管理局の責任には以下のことが含まれる:
- 全ての選挙民が、選挙システムにつながっているか確認する
- 市民に選挙システムについて情報を伝達する
- 全国選挙民登録データベースを維持管理する
- 選挙法の実施
- 選挙区の地図を作る
- 政党、選挙区の協会、その他選挙宣伝に関わる第三者機関の登録
- 登録された政党への手当て支給
- 候補者、政党、第三者機関による選挙での出費を監視する
- 政党、選挙区の協会、候補者、任命選挙出馬者(nomination contestants)、党首選挙出馬者(leadership contestants)、第三者機関に関する財務情報を出版する
- 連邦規模の選挙区 (electoral district (Canada)) の境界線を10年毎に調整する責任のある、独立した委員会を支援する
- カナダ議会に、選挙や住民投票の運営について報告する

庶民院は、機関の長であるカナダ選挙管理局長 (Chief Electoral Officer of Canada) を任命する。
選挙管理局長は、各選挙ごとに、カナダ選挙法(Canada Elections Act)を確認する委員長を任命していく。また、選挙期間中に有料、無料放送時間を割り当てる放送調停役(Broadcasting Arbitrator)を任命する。
選挙管理局長は、局長代理、法律顧問弁護団長(Chief Legal Counsel)、5つの幹部理事会を代表する330人ほどのうちの1人から、出向で来ている。選挙期間中のスタッフ数は、選挙管理局の本部は600人に増え、全国では、ほぼ190,000人になる。

## 参照
- カナダの選挙 (Elections in Canada)
- 2006年カナダ連邦選挙 (Canadian federal election, 2006)
- 2008年カナダ連邦選挙